# 5632 (année hébraïque)
5632 (hébreu : ה'תרל"ב , abbr. : תרל"ב) est une année hébraïque qui a commencé à la veille au soir du 16 septembre 1871 et s'est finie le 2 octobre 1872. Cette année a compté 383 jours. Ce fut une année embolismique dans le cycle métonique, avec deux mois de Adar - Adar I et Adar II. Ce fut la quatrième année depuis la dernière année de chemitta.

## Calendrier
Ce calendrier hébraïque de l'année 5632 donne les correspondances avec les dates du calendrier grégorien.
Le premier nombre dans chaque case correspond au jour du mois hébraïque. Les jours en couleurs sont des jours remarquables juifs .
| ◄◄ | 5632 | ►► |

## Décès
- Jacob Ettlinger

5627 - 5628 - 5629 - 5630 - 5631 - 5632 - 5633 - 5634 - 5635 - 5636 - 5637